# Alarmes e relógio do Windows
Os alarmes e o relógio (originalmente conhecido como Clock & Alarms no Pocket PC 2000 e Alarmes no Windows 8.1) compõem um aplicativo de gerenciamento de tempo presente no Windows e Windows 10 Mobile com quatro recursos principais: alarme, relógio mundial, cronômetro e temporizador. Alarmes e Relógio estava disponível em dispositivos móveis por mais de uma década antes de estar disponível em PCs, com o lançamento do Windows 8.1. Blocos para alarmes, temporizadores e cronômetro podem ser fixados no menu Iniciar. A versão mais recente do aplicativo usa as APIs da plataforma universal do Windows e usa a configuração do sistema para temas claros ou escuros. Alarmes e Relógio não está integrado ao relógio da barra de tarefas.

## Características

### Alarmes
Os alarmes são listados verticalmente por hora do dia e podem ser ativados ou desativados com um botão liga/desligar. É possível excluir vários alarmes de uma vez clicando no botão de lista.
Alarmes podem ser criados com o botão de mais e editados ao pressioná-los. Os alarmes são acionados por um tipo especial de notificação do sistema. Devido às limitações de hardware, nem sempre os alarmes aparecem em dispositivos desligados. Para que um alarme toque em um PC desligado, o InstantGo deve estar incluído no dispositivo. Antes da atualização Windows 10 Creators Update, Alarmes e Relógio era o único aplicativo que podia fazer uma notificação de alarme aparecer durante o silêncio, mas alarmes de terceiros em execução no Windows 10 versão 1704 ou posterior também podem ser configurados para fazer isso.

### Relógio mundial
A lista do relógio mundial detecta a localização do usuário e mostra a hora local do usuário em relação ao mundo. Os usuários podem pesquisar locais adicionais para mostrar no mapa. Quando outros horários são exibidos, o recurso Relógio mundial calcula a que distância estão adiantados ou atrasados os outros horários em relação ao horário local do usuário. Quando o mapa é minimizado horizontalmente, os tempos são mostrados em uma lista vertical abaixo do mapa, em vez de ser exibido nele.

### Cronômetro
Os cronômetros podem ser criados e nomeados clicando no botão de mais na parte inferior, como alarmes; entretanto, não há como editar um cronômetro. É possível zerar ou excluir um cronômetro.
Vários temporizadores podem rodar simultaneamente. O botão de zoom em um cronômetro substitui o plano de fundo com as cores de destaque do Windows, oculta outros cronômetros e a faixa de opções e aumenta o tamanho do número mostrado. Os botões de seta permitem que os usuários alternem entre os temporizadores nesta visualização.
Os cronômetros exibem notificações quando terminam. Eles não podem ser resetados pelas notificações.

### Temporizador
Apenas um cronômetro pode ser executado por vez. Um botão de bandeira permite que o usuário registre os tempos e um botão de compartilhamento permite que os usuários compartilhem os tempos com outros aplicativos UWP. Da mesma forma que os cronômetros, o temporizador possui um botão de redimensionamento que simplifica a interface, alterando o fundo e ocultando os valores das voltas.